# Liste von Stützpunkten der Royal Navy
Diese Liste enthält sämtliche permanenten Stützpunkte der britischen Kriegsmarine.

## Kennzeichnung und Namensgebung
Neben dem Ortsnamen tragen die meisten Stützpunkte einen zusätzlichen Namen im Stil eines Kriegsschiffes, beginnend mit dem Kürzel HMS für Her Majety's Ship. Dieser Name steht stets in einem historischen oder symbolischen Zusammenhang mit dem Stützpunkt. Zusätzlich wird die Art des Stützpunktes, mit Ausnahme von Trainingseinrichtungen der Royal Navy, durch die folgenden Abkürzungen kenntlich gemacht:
- HMNB = Her/His Majesty’s Naval Base (Flottenstützpunkt)
- RNAS = Royal Naval Air Station (Fliegerhorst)
- RMB = Royal Marine Base (Basis der Royal Marines)
- CTCRM = Commando Training Centre Royal Marines (Trainingseinrichtung der Royal Marines)

Im Zuge von Umstrukturierungen und Kooperationen mit den anderen Waffengattungen auf einzelnen Stützpunkten wird dieses Schema seit Ende der 1980er allerdings nicht mehr konsequent angewendet.

## Flottenstützpunkte
- HMNB Portsmouth (HMS Nelson)
- HMNB Devonport (HMS Drake)
- HMNB Clyde (HMS Neptune)

## Stützpunkte der Marineflieger
- RNAS Culdrose (HMS Seahawk)
- RNAS Yeovilton (HMS Heron)

## Stützpunkte der Royal Marines
- CTCRM Lympstone
- RMB Chivenor in Barnstaple
- RMB Condor in Arbroath
- RMB Norton Manor in Taunton
- RMB Stonehouse in Plymouth
- RMB Tamar in Plymouth
- Bickleigh Barracks in Bickleigh

## Trainings- und Ausbildungseinrichtungen
- Britannia Royal Naval College in Dartmouth
- Institute of Naval Medicine in Gosport
- Fareham (HMS Collingwood)
- Whale Island (HMS Excellent)
- Torpoint (HMS Raleigh)
- Gosport (HMS Sultan)
- Portsmouth (HMS Temeraire)

## Stützpunkte außerhalb Großbritanniens
- Diego Garcia im Britischen Territorium im Indischen Ozean
- Gibraltar (HMS Rooke)
- Falklandinseln, dort vor allem Mare Harbour und teilweise Port Stanley
- Sembawang in Singapur
- Akrotiri und Dhekelia auf Zypern
- Mina Salman in Bahrain[1]

## Einrichtungen der Reserve
Die Navy und die Marines unterhalten verschiedene über das ganze Land verteilte Reserveeinheiten, deren Kommandos für bestimmte Landesteile zuständig sind.